# Emergency Committee of Atomic Scientists
L'Emergency Committee of Atomic Scientists a.k.a. ECAS (Comitato di Emergenza degli Scienziati Atomici,) fu fondato da Albert Einstein e da Leó Szilárd nel 1946. Il suo scopo era quello mettere in guardia il pubblico dai pericoli associati allo sviluppo delle armi nucleari, promuovere l'utilizzo pacifico dell'energia nucleare e infine lavorare per una pace mondiale, che era vista come l'unico modo per impedire di nuovo l'utilizzo delle armi nucleari.

## Storia
Il Comitato fu fondato alla vigilia della Petizione Szilárd (luglio 1945) indirizzata al Presidente degli Stati Uniti Harry S. Truman, che si opponeva all'utilizzo delle bombe atomiche per motivi morali ed era firmata da 68 scienziati che avevano lavorato al Progetto Manhattan. Gran parte degli scienziati che lavorarono al Progetto Manhattan non sapevano esattamente che cosa essi allora stessero creando.
Il Comitato consisteva allora solo degli otto membri del Consiglio dei Garanti, che erano:
- Albert Einstein, presidente
- Harold Urey, vicepresidente
- Hans Bethe
- Thorfin R. Hogness
- Philip M. Morse
- Linus Pauling
- Leó Szilárd
- Victor Weisskopf

Metà dei membri aveva lavorato direttamente al Progetto Manhattan e tutti erano stati indirettamente coinvolti o consultati sulla produzione della prima bomba atomica. Numerosi membri del comitato compirono viaggi di conferenze per promuovere i messaggi di pace del Comitato. Essi produssero materiale promozionale di supporto, compreso uno dei primi film girato per illustrare come poteva essere una guerra nucleare totale. ECAS fu anche molto schietto nella sua opposizione allo sviluppo della prima bomba all'idrogeno.
ECAS fu attivo per quattro anni, fino al 1950, quando fu gradualmente smobilitato, sebbene gran parte dei membri abbia continuato la campagna contro le armi nucleari, e partecipò alla Conferenza di Pugwash sulla Scienza e gli Affari del Mondo.

### Archivi
- (EN) George E. Rennar Papers. (XML), su digital.lib.washington.edu (archiviato dall'url originale il 3 marzo 2016). 1933-1972. 37.43 piedi cubi. Presso (EN) Labor Archives of Washington, University of Washington Libraries Special Collections.. Contiene appunti sull'Emergency Committee of Atomic Scientists.

| Controllo di autorità | VIAF (EN) 152761262 · LCCN (EN) no98093378 · GND (DE) 1084821370 |